# Crucifixión
Crucifixión és una obra de l'artista espanyol Antonio Saura. L'obra destaca per la seua tècnica i l'estètica en què va ser realitzada, s'hi reconeix l'informalisme de l'autor destacant la forta gestualitat violenta de l'obra i altres valors com la reduïda varietat pictòrica que té l'obra. A més és una obra amb una forta frontalitat el qual li lleva profunditat al treball.
L'obra actua com una descàrrega de ràbia i impotència intentant mostrar, com va dir el mateix artista, la degradació i la corrupció dins de les lluites interiors d'una persona, per la qual cosa l'obra mostra la transposició de valors ètics mostrant un cos desmallant-se amb un traumatisme morfològic i una forta insistència en formes fàl·liques. Per altra banda, l'obra fa nombroses referències a Goya o Picasso o els escrits de Saura o el Crist crucificat de Velázquez al Museu del Prado. La intenció de l'autor en realitzar aquesta obra va ser evitar que les autoritats del franquisme s'aprofitaren dels artistes i de les obres d'art per a expandir el seu missatge polític com una mena de propaganda política.